# Desa Mentoro (administrativ by i Indonesien, lat -8,20, long 111,13)
Desa Mentoro är en administrativ by i Indonesien.   Den ligger i provinsen Jawa Timur, i den västra delen av landet, 500 km öster om huvudstaden Jakarta.